# Cleistanthus glaber
Cleistanthus glaber är en emblikaväxtart som beskrevs av Airy Shaw. Cleistanthus glaber ingår i släktet Cleistanthus och familjen emblikaväxter. Inga underarter finns listade i Catalogue of Life.